# 1180 هـ
1180 هـ هي سنة في التقويم الهجري امتدت مقابلةً في التقويم الميلادي بين سنتي 1766 و1767.

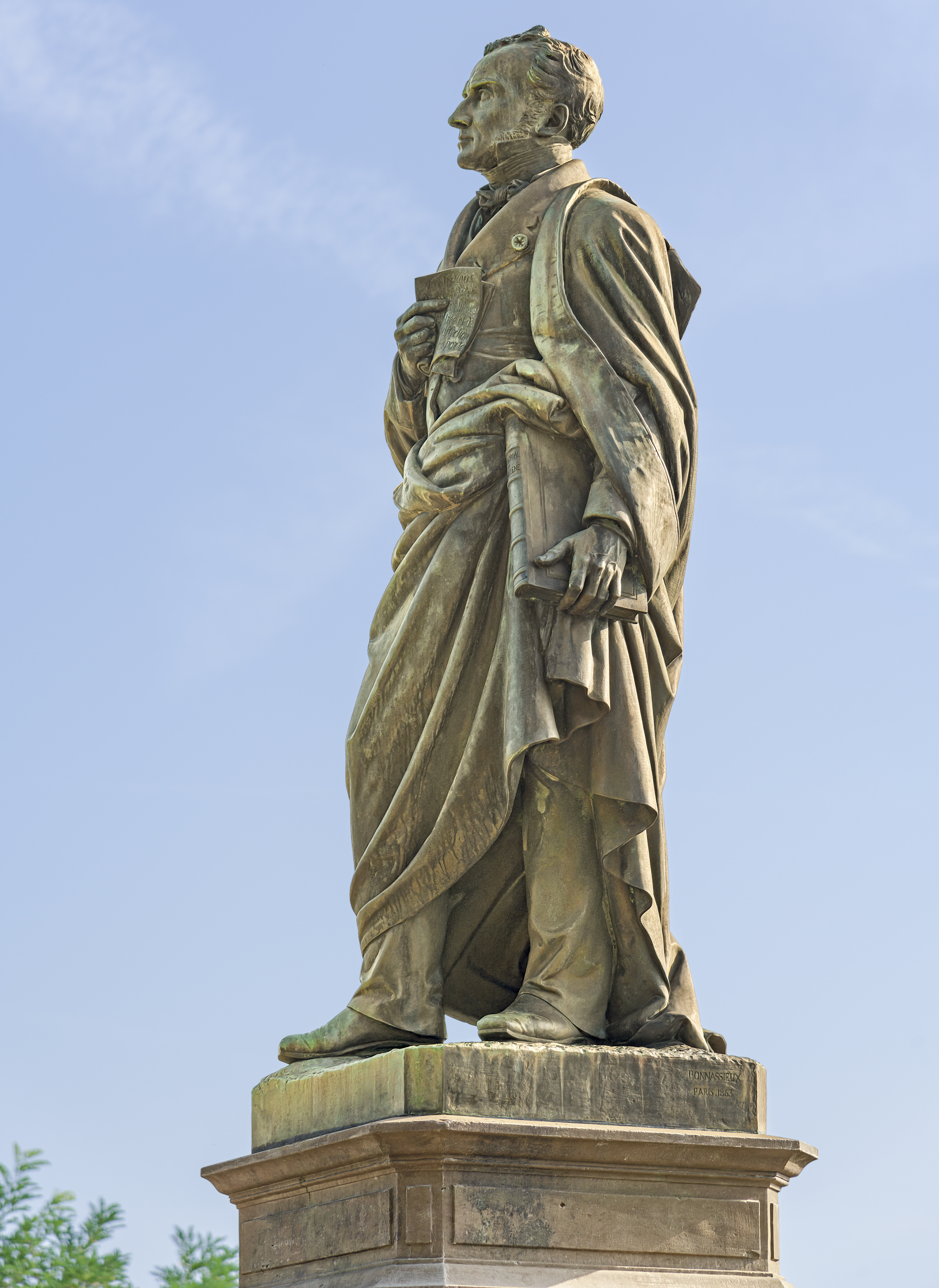
إيمانويل (كونت دي لاس كاز)

## مواليد
- حسن بن محمد العطار.
- الشيخ الفقيه إبراهيم الرياحي بتستور.
- إيمانويل (كونت دي لاس كاز)
- حسن العطار
- خضر بن شلال العفكاوي
- عثمان بن سند
- المولى سليمان

## وفيات
- حزين اللاهيجي
- راز الاصفهاني